# Osceola
Osceola (1804? – 20. januar 1838) var en af seminoleindianernes ledere i begyndelsen af den 2. seminolekrig. I 1838, var Osceola et navn, der blev omtalt i aviser i store dele af verden.

## Baggrund
Han blev født i Georgia i 1803 eller 1804, præcis hvornår vides ikke med sikkerhed. Han var sandsynligvis søn af en britisk handelsmand og datteren af en Creek høvding, selv om han selv senere påberåbte sig at være fuldblods indianer. Hans engelske navn var William Powel – efternavnet havde han ikke fra sin far, men fra sin stedfar, som i hvert fald var hvid. 
I 1814 rejste hans mor til det nordlige Florida sammen med andre creek-indianere, og hun tog sønnen med. Her voksede han op sammen med seminoleindianerne, og han betragtede sig selv som en af dem, og de betragtede også ham som en af deres egne. Da Osceola blev voksen, gennemgik han de samme indvielsesceremonier, som seminolerne. I forbindelse med disse ceremonier skulle personen, der gennemgik indvielsesprocessen, drikke en ”rensende” sort væske, lavet af afkog af kristtornbuskens blade. Mens den indviede drak, skulle han råbe ”Assi-yeola”, der var navnet på en af stammens guder. Dette råb, blev efterhånden en betegnelse for alle de indviede, der havde drukket væsken, de såkaldte Black Drink Singers. Fra denne betegnelse, stammer Osceola’s mere kendte navn. Osceola er simpelthen en forvrængning af Assi-yeola.

## Anden seminolekrig
I 1830 vedtog USA's regering The Indian Removal Act, Denne gav præsidenten ret til at forhandle med alle indianerstammer øst for Mississippi-floden om at stammerne skulle flytte mod vest. I 1832 blev der underskrevet en traktat, hvor seminolerne accepterede at blive flyttet til Indianerterritoriet, men som det var tilfældet hos fx cherokeserne, var det kun et meget lille fåtal af stammen, der accepterede traktatens gyldighed. 
I 1834 havde kun godt 3.400 seminoler fulgt opfordringen til at rejse vest på. Den største fraktion bakkede op bag Osceola, der havde svoret at kæmpe "til den sidste dråbe seminoleblod havde fugtet jorden på hans jagtmarker". Veltalenhed var en af Osceola’s bedste egenskaber, og sammen med hans tapperhed i kamp og hans kompromisløshed overfor de hvide, var det en væsentlig årsag til, at han fik mange tilhængere. 
I 1835 blev Osceola arresteret af indianeragenten Wiley Thompson. Thompson, der var tidligere generalmajor i Georgias milits og medlem af USA's kongres i flere perioder, var udnævnt til indianeragent hos seminolerne med ansvar for stammens flytning til Indianerterritoriet. Han var vred over, at Osceola ikke ville underskrive traktaten om flytning, og ydmygede ham ved at lægge ham i lænker og spærre ham inde. Osceola foregav at ville underskrive, og blev derfor løsladt, men den 28. december 1835, angreb Osceola og nogle af hans krigere Thompson, og skød og skalperede ham og fire af hans mænd. Samme dag blev en amerikansk hærstyrke under Major Dade overfaldet af 300 seminoleindianere. 
Da man alligevel forsøgte at tvinge bort seminolerne med magt, startede den 2. Seminolekrig. Under krigen sluttede mange seminoler op bag Osceola, der hverken var valgt som høvding (krigshøvdingen hed Micanopy) eller havde arvet høvdingeværdigheden, men som blev leder på grund af sine personlige egenskaber. Op mod 1.400 krigere, kunne Osceola mønstre, da hans opbakning var størst. Sammen med medicinmanden Abiaka, var Osceola oprørets store inspirator.
Osceola trak sine styrker tilbage til Everglades sumpene, og herfra begyndte man så at føre guerillakrig mod amerikanerne. Krigen kom til at vare i mere end 7 år – selv om Osceola ikke kom til at opleve dens afslutning, og den skulle vise sig at blive den blodigste og dyreste krig USA nogensinde kom til at føre med nogen indianerstamme
Osceolas 1.400 krigere (nogle kilder siger 4.000, men det er formodentlig en sammenblanding med det samlede antal seminoler, der var i hele stammen), kæmpede mod op mod 40.000 soldater, fordelt på ca. 10.000 fra den regulære hær, og 30,000 fra Georgias og Tennessees militser. Også her taler enkelte kilder om op til 100.000 mand på de hvides side, men dette tal er igen en overdrivelse, og skyldes sandsynligvis en misfortolkning af den samlede mængde tropper, der deltog i krigen på de hvides side i løbet af de syv år krigen varede. Hele USA's hær var kun på ca. 100.000 mand i alt. Militssoldaterne gjorde typisk kun tjenester i 3-6 måneder ad gangen, og blev så udskiftet, selv om nogle gjorde tjeneste i flere perioder, og på den måde kom det samlede antal i løbet af de 7 år år, op på det store antal.

## Osceloas endeligt
I oktober 1837 havde seminolerne presset USA til at forhandle om våbenstilstand efter at gentagne forsøg på at angribe Osceola og hans mænd var slået fejl. General Thomas Jessup inviterede Osceola til forhandlinger den 20. oktober under et parlamentærflags immunitet. Trods parlamentærflaget lod Jessup alligevel Osceola arrestere dagen efter, midt under forhandlingerne. Nogle kilder siger, at det var Osceola og hans medhøvding Micanopy, der var blevet trætte af at kæmpe og ønskede at slutte fred, og nogle kilder mener at generalen ikke var Jessup, men Joseph Hernandez, men alle er enige om resultatet. Dette forræderi mod ”god skik og opførsel” blev allerede dengang betragtet som en af de sorteste pletter i den amerikanske hærs historie – og sådan betragtes det fortsat. 
Osceola blev sat i fængsel i Fort Marion i St. Augustine, Florida (det tidligere spanske fort Castillo de San Marcos), men i december 1837 blev han sammen med 202 andre fanger overført til Fort Moultrie i Charleston, South Carolina. Her blev han ikke låst inde i en celle, men blev indkvarteret i officerernes kvarter, og kunne færdes frit inden for fortets mure, og han måtte modtage besøg, hvilket han ofte gjorde, blandt andet af medlemmer af Charlestons overklasse, men også kunstnere besøgte ham, blandt andre den berømte forfatter og indianermaler, George Caitlin, og en anden berømt maler, Robert J. Curtis, der begge malede Osceola i slutningen af december 1837. 
Udover at modtage besøg havde Osceola også tilladelse til at forlade fortet under ledsagelse, fx for at gå i teateret i Charleston. Efter et sådant teaterbesøg skrev den da 15-årige Mary Boykin Miller, datter af South Carolinas guvernør, Stephen Miller og senere forfatter i sin dagbog: 

"Han havde det mest bedrøvede ansigt jeg nogensinde har set. Under den røde hud findes et nedbrudt hjerte. Denne stakkels vilde har ingen venner. Der ser ud for mig, som om mit land ikke har opført sig højsindet overfor disse oprindelige beboere af denne jord. Og jeg fandt den værdige Osceola et bedrøveligt syn.

Citatet ovenfor stammer fra Mary Boykin Millers dagbøger, som blev udgivet samlet i 1905 under titlen ”A Diary From Dixie”
I begyndelsen af januar blev Osceola angrebet af halsbetændelse (nogle kilder siger malaria) og i månedens løb blev han mere og mere syg. Den 20. januar døde han, efter kun 3 måneder i fangenskab, og han blev begravet med militære æresbevisninger lige uden for fortets port, hvor hans gravsten stadig kan ses.

## Osceolas jordiske rester
I mange år sagde legenden, at lægen Frederic Weedon, der havde fulgt seminolerne på turen fra Fort Marion til Fort Moultrie, fjernede Osceolas hoved inden begravelsen. Muligvis som hævn eftersom Osceola have myrdet lægens svoger, indianeragenten Wiley Thompson. Der gik også rygter om, at han ville bruge hovedet til forskning. I hvert fald balsamerede han hovedet, og opbevarede det i nogle år. Weedon fremstillede også en dødsmaske, som i dag findes på Smithsonian Instituion i Washington D.C. sammen med nogle andre effekter, der har tilhørt Osceloa.
Senere forærede han hovedet til sin svigersøn, Daniel Whitehurst, der igen gav det til Dr. Valentine Mott, stifter af New Yorks universitets medicinske fakultet. På fakultetets museum var hovedet udstillet indtil 1866, hvor det tilsyneladende gik tabt ved en brand. 
I 1966 foretog man en arkæologisk udgravning af graven, og denne bekræftede at hovedet faktisk manglede. Man konstaterede også at graven ikke havde været åbnet siden den oprindelige begravelse, men til gengæld fandt man et nyt mysterium, da man i graven fandt endnu en kiste indeholdende resterne af et nyfødt barn. Ingen kilder indeholder nogen antydning af, hvem der ellers skulle ligge i graven, men spekulationerne går på, om en af Osceolas to koner muligvis var gravid og aborterede på grund af sorg over mandens død, og at det er dette spædbarn, der er begravet i graven, men et svar på dette spørgsmål får vi nok aldrig. Forretningsmanden Otis Shriver, der havde finansieret udgravningen, påstod at han havde fjernet resterne af Osceola fra graven, for senere at udstille dem, men denne påstand var ikke korrekt. Knoglerne fra Osceola og det ukendte barn ligger stadig i graven på Fort Moultrie.

## Trivia
- Navnet Osceola blev anvendt som ét pseudonym af Karen Blixen.

## Eksterne referencer
- Kort biografi over Osceola (Webside ikke længere tilgængelig)
- Om Osceola og seminolerne Arkiveret 17. februar 2006 hos  Wayback Machine
- Kort biografi over Wiley Thompson